# Guido Masiero
Guido Masiero (Padova, 24 agosto 1895 – Cinisello Balsamo, 26 novembre 1942) è stato un ufficiale e aviatore italiano, pluridecorato con medaglia d'argento al valor militare. Asso dell'aviazione da caccia, è accreditato di 5 abbattimenti durante la prima guerra mondiale.

## Biografia
Dal 5º Reggimento "Lancieri di Novara" passò volontario nel Battaglione Aviatori nel 1915 poco prima dello scoppio della prima guerra mondiale, durante la quale si affermò abbattendo sette velivoli in cinque mesi e meritando per questo tre medaglie d'argento ed una di bronzo.
Il 9 gennaio 1916 il Sottotenente Masiero arriva come pilota alla 7ª Squadriglia da ricognizione e combattimento che dal 15 aprile 1916 diventa 26ª Squadriglia e nel novembre 1917 vola nella 78ª Squadriglia Caccia.
Alla fine di marzo 1918 passa alla 3ª Sezione SVA del Campo di aviazione di Isola di Carturo (della mai costituita 86ª Squadriglia) che dal 20 ottobre diventa 57ª Squadriglia.
Nel 1920 compì il raid aereo Roma-Tokyo con Arturo Ferrarin a bordo di velivoli S.V.A. 9 del Corpo Aeronautico, in legno e tela privi di cabina chiusa: 18.000 km a tappe, in 109 ore di volo. Con loro, i motoristi Cappannini e Maretto.
Rimase in congedo fino al 1935 quando, da volontario, andò in Etiopia. Laggiù ebbe la promozione a maggiore per meriti di guerra.
Fu poi ancora in Spagna con i reparti d'assalto dell'Aviazione Legionaria prendendo parte a difficili azioni militari che gli valsero poi la quarta medaglia d'argento.
Nel marzo del 1942 venne promosso a tenente colonnello per poi cadere il 26 novembre di quello stesso anno insieme al capitano pilota Francesco Agello durante un volo di collaudo di un Macchi M.C.202.
Il portale web dell'Aeronautica Militare ha proposto una pagina, intitolata "I grandi aviatori", dove vengono citate le maggiori personalità storiche dell'aviazione italiana, ponendo Masiero tra di esse.